# Katrin Reemtsma
Katrin Reemtsma (* 30. August 1958 in Lüneburg; † 9. Juni 1997 in Berlin) war eine deutsche Ethnologin und Menschenrechtsaktivistin, die sich vor allem für Roma engagierte. Sie wurde von ihrem Lebensgefährten getötet.

## Leben
Katrin Reemtsma stammte aus der Industriellen-Familie Reemtsma und war die Großcousine des Literaturwissenschaftlers und Mäzens Jan Philipp Reemtsma.  Katrin Reemtsma studierte in Hamburg, Göttingen und Berkeley Ethnologie und Volkskunde.
Schon mit 18 Jahren engagierte sie sich in der Gesellschaft für bedrohte Völker (GfbV) für ethnische Minderheiten.
Anfang der 1980er Jahre arbeitete sie in der Organisation des 3. Welt-Roma-Kongresses mit, der in Göttingen stattfand. Anschließend war sie von 1981 bis 1987 in Göttingen für die GfbV als Referentin für Sinti und Roma tätig. Seit 1987 war sie ehrenamtliche Koordinatorin der GfbV für Sinti und Roma in Berlin.
Zu Beginn der 1990er Jahre lebte sie mit Asmet S., einem serbischen Rom, zusammen. Asmet S. kam in dieser Zeit als Flüchtling aus dem damaligen Jugoslawien nach Berlin. Reemtsma und Asmet S. hatten zwei gemeinsame Kinder, eine Tochter und einen Sohn, die 1997 fünf und drei Jahre alt waren.
In Berlin war Reemtsma als freiberufliche Ethnologin tätig und verfasste Gutachten für Gerichte und das Europäische Parlament. Sie verfasste im Lauf der Jahre zahlreiche Artikel für die Zeitschrift der Gesellschaft für bedrohte Völker, Pogrom, und betreute mehrere Sonderausgaben dieser Zeitschrift, unter anderem über Afghanistan.

## Der Tod von Reemtsma und der Prozess
Am 9. Juni 1997 wurde Reemtsma von ihrem Lebensgefährten in ihrer gemeinsamen Wohnung in Berlin-Friedenau erstochen. Die Gründe dafür blieben auch im Prozess, der im Oktober 1997 am Berliner Landgericht stattfand, letztlich unklar. Asmet S. wurde wegen Totschlags zu 12 Jahren Haft verurteilt. Möglicherweise hatte er die angekündigte Trennung nicht akzeptieren wollen. Reemtsma hatte ihrem Lebensgefährten nach Angaben des Gerichts zwischen Mai 1996 und Februar 1997 nahezu 200.000 D-Mark überwiesen. Fragen nach dem Verbleib des Geldes wurden von Asmet S. vor Gericht nicht beantwortet. Auch der psychische Zustand des Lebensgefährten blieb unklar: Nach Medienberichten erzählte er dem Gericht „wirre Geschichten [...] von Telepathie, von Elektrizität und daß Katrin Reemtsma ‚noch lebt‘“. Ein Gutachter des Gerichts bescheinigte Asmet S. jedoch weder einen wahnhaften Zustand noch eine akute psychische Störung.

## Verarbeitung im Roman und Film
Schon der serbische Schriftsteller und Roma-Funktionär Rajko Đurić, der damals Vorsitzender der Internationalen Roma Union war, äußerte 1997 in einem persönlichen Nachruf, der in der TAZ erschien, dass der Tod von Reemtsma und die „persönlichen, familiären, psychosozialen, historischen und politischen Wege und Momente“, die sich im Todesdrama um Katrin Reemtsma kreuzten, „Motiv für einen politisch-soziologischen Roman sein“ könnten.
Im Jahr 1999 drehte die Regisseurin Ulrike Rode einen Film Wer war Katrin Reemtsma?
Im Jahr 2007 erschien der Roman Das reiche Mädchen des rumäniendeutschen Schriftstellers Richard Wagner, in dem er den Tod Reemtsmas verarbeitet hat. Volker Müller, der Rezensent der Berliner Zeitung, schreibt über den Roman: „Ihr Schicksal steht dafür, dass das Aufeinandertreffen traditionaler und moderner Kulturen dissonanter verläuft als wohl gemeinte Multikulti-Harmonien es vorspielten. (…) Der grausige Tod der Berliner Roma-Expertin ist für Wagner ein Fallbeispiel dafür, wohin jene kulturelle Toleranz führt, die mit der Hegemonie des aufgeklärt Europäischen Grundsätze von Demokratie und individueller Freiheit preisgibt.“

## Veröffentlichungen (Auswahl)
- Roma in Jugoslawien, Minderheiten-Report (= ZDWF-Schriftenreihe, Band 37). Gesellschaft für bedrohte Völker, Zentrale Dokumentationsstelle der Freien Wohlfahrtspflege für Flüchtlinge (ZDWF), Bonn 1990, DNB 900879173.
- Sinti und Roma. Kultur, Geschichte, Gegenwart (= Beck’sche Reihe, Band 1155). Beck, München 1996, ISBN 3-406-39255-5.
- Zigeuner in der ethnographischen Literatur. Die „Zigeuner“ der Ethnographen (= Materialien des Fritz-Bauer-Instituts, Studien- und Dokumentationszentrum zur Geschichte und Wirkung des Holocaust, Band 16). Fritz-Bauer-Institut, Frankfurt am Main 1996.
- Exotismus und Homogenisierung – Verdinglichung und Ausbeutung. Aspekte ethnologischer Betrachtungen der „Zigeuner“ in Deutschland nach 1945. In: „Zwischen Romantisierung und Rassismus“. Sinti und Roma. 600 Jahre in Deutschland. Landeszentrale für politische Bildung Baden-Württemberg, Stuttgart 1998 (online).